# Stylidium velleioides
Stylidium velleioides är en tvåhjärtbladig växtart som beskrevs av Anthony R. Bean. Stylidium velleioides ingår i släktet Stylidium och familjen Stylidiaceae. Inga underarter finns listade i Catalogue of Life.